# Пыталовский район
Пыта́ловский райо́н — административно-территориальная единица (район) и муниципальное образование (муниципальный район) на западе Псковской области России. Образован в январе 1945 года.
Административный центр района — город Пыталово.

## Физико-географическая характеристика
Площадь Пыталовского района — 1111 км². Он граничит на севере и северо-востоке с Островским и Палкинским, на юго-востоке — с Красногородским районами Псковской области Российской Федерации; на западе — c Балвским, на юго-западе — с Лудзенским краями Латвийской Республики.

### Рельеф
Территория района представляет собой однородную грядово-холмистую равнину. Гряды, чаще всего размытые на небольшие группы холмов, возвышаются над разделяющими их низинами в среднем на 10—15 метров. И только крайний юго-восток района отличается большей пересечённостью и относительными высотами местами до 30—50 м. На юго-востоке чётко выделяется ряд длинных или бесформенных холмов. Такие холмы тянутся на три с лишним километра между селениями Бесенята — Сусаново и Пустое Воскресенье — Хворостово. Неправильную форму имеют холмы между деревнями Святица — Ломаши — Коврыги (здесь расположена самая высокая точка района — 134 м над уровнем моря).
Наличие в рельефе отдельных холмов и гряд отразилось в названиях некоторых населённых пунктов: в районе есть деревни с такими названиями, как Горки, Грешина Гора, Волохова Гора.
Эрозионные формы рельефа представлены речными долинами и небольшими оврагами.

### Климат
Климат в Пыталовском районе умеренно-континентальный, влажный, смягчённый влиянием тёплых воздушных потоков с Атлантического океана. В среднем за год над районом проходит около 130 циклонов. Зимние циклоны сопровождаются оттепелями, низкой облачностью и осадками. Летом же они приводят к понижению температуры и дождливой погоде.

### Гидрография
Территория Пыталовского района относится к бассейну левых притоков реки Великой. Основные реки — Утроя, Кухва, Лжа, Вяда, Кира, Тростянка, Лада. В числе самых крупных озёр района — Городище, Пустое (Поморское), Зобовское, Чёрное (Скадинское).

### Леса
На территории района нет крупных лесных массивов. Сохранились лишь остатки прежних лесов в виде разбросанных мелких участков различной конфигурации. Наибольшие площади лесные участки занимают в водоразделе рек Кухва и Утроя. Только здесь лесные массивы тянутся узкой полосой (в 1—3 км) с северо-востока на юго-запад почти на 30 км. При этом в имеющихся лесах в основном произрастают деревья хвойных пород (прежде всего, сосна). Небольшие участки сосновых боров характерны для всех частей района. Широколиственные породы деревьев (дуб, клён, липа) сохранились лишь в парках бывших имений и в населённых пунктах. Из мелколиственных пород наиболее распространены берёза и осина.

### Полезные ископаемые
В Пыталовском районе есть ряд крупных месторождений торфа, а также залежи песка и гравия, пригодные для промышленной разработки. Кроме того, ценность представляют имеющиеся месторождения глин и известняков.

## История
Территория нынешней Псковской области была заселена славянскими племенами (кривичами и ильменскими словенами) в VI—VII веках. Освоение новых земель происходило в процессе постепенной ассимиляции местного балтского и финно-угорского населения. К VIII—IX векам относятся как поселения балтского типа в районе современных деревень Рогово, Карпово, так и поселения славянского типа в районе деревень Кокшино, Скадино, Бухолово, Коровск.
В 1341 году впервые упоминается русская Кокшинская волость, на которую часто нападали ливонцы (старинное село Кокшино, ныне деревня, находится в 18 км к югу от Пыталова), под 1427 годом есть письменное упоминание о русском православном храме на месте современного Вышгородка.
В 1476 году там же была основана русская пограничная крепость Городец (позднее Вышгородок), которую в 1480 году сожгли ливонцы.
Позднее по приказу царя Ивана Грозного в пустое городище выселили часть жителей Пскова. В 1662 году Вышгородок стал сторожевым постом (здесь находились стрельцы и пушкари), а также и центром уезда. В XVIII веке Вышгородок являлся уже селом, центром волости.
С 1719 года Вышгородецкая волость числится в Островском уезде Псковской провинции Санкт-Петербургской губернии (в 1772—1777 годах и с 1796 года Островский уезд находился в составе вновь образованной Псковской губернии, в 1777—1796 годах — в составе Псковского наместничества).

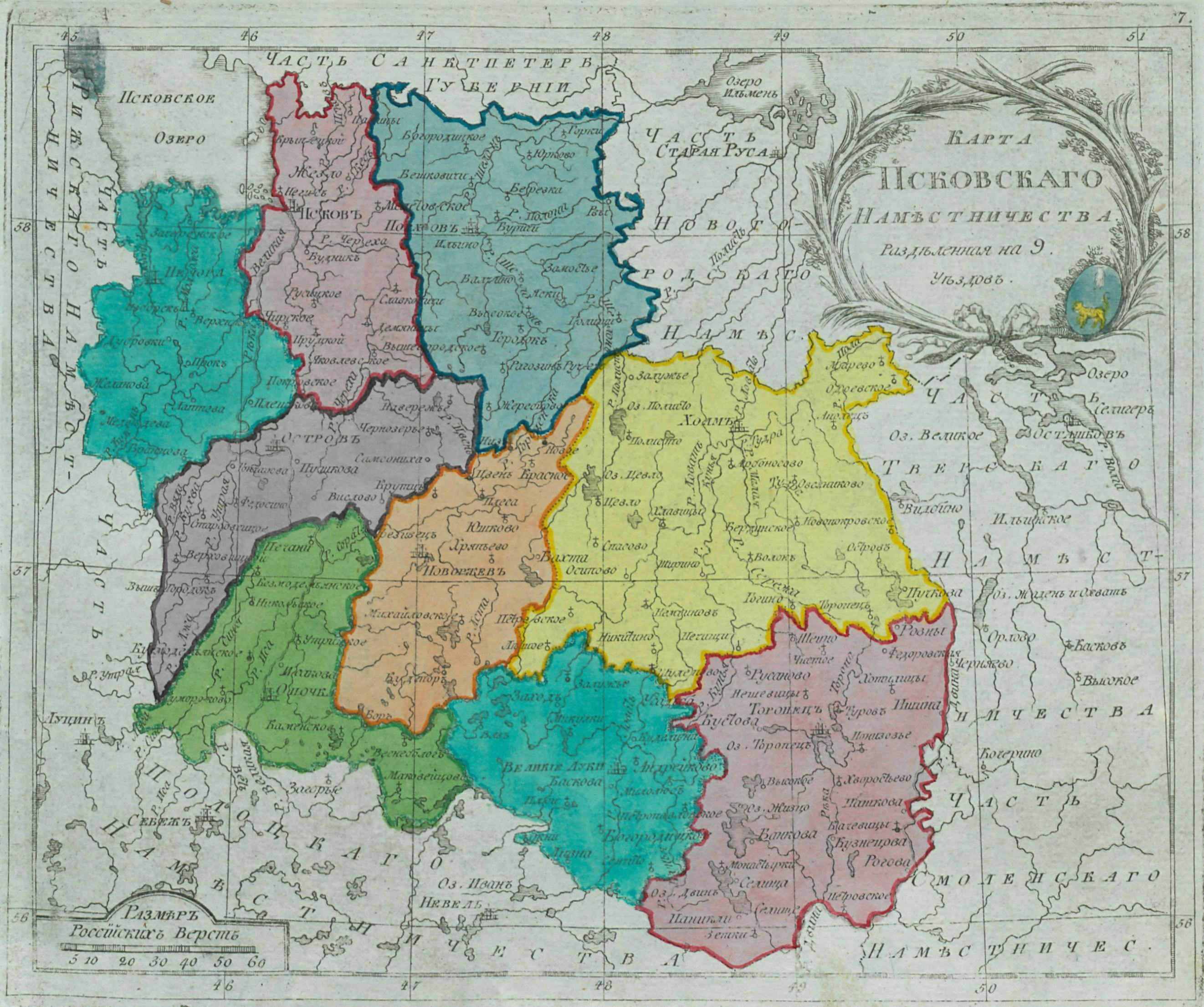
Карта Псковского наместничества (1792 г.)

В 1782 году впервые упоминается Пыталово как деревня Дубецкой (Дубоцкой) губы Островского уезда Псковского наместничества. К 1811 году — это небольшое сельцо Вышгородецкой волости Островского уезда Псковской губернии. В списке населённых пунктов последней четверти XIX века известно второе название сельца (имения) Пыталово — Ново-Дмитриевское.
В 1863 году близ сельца Пыталово построен железнодорожный полустанок (с 1881 года — станция) Санкт-Петербурго-Варшавской железной дороги.

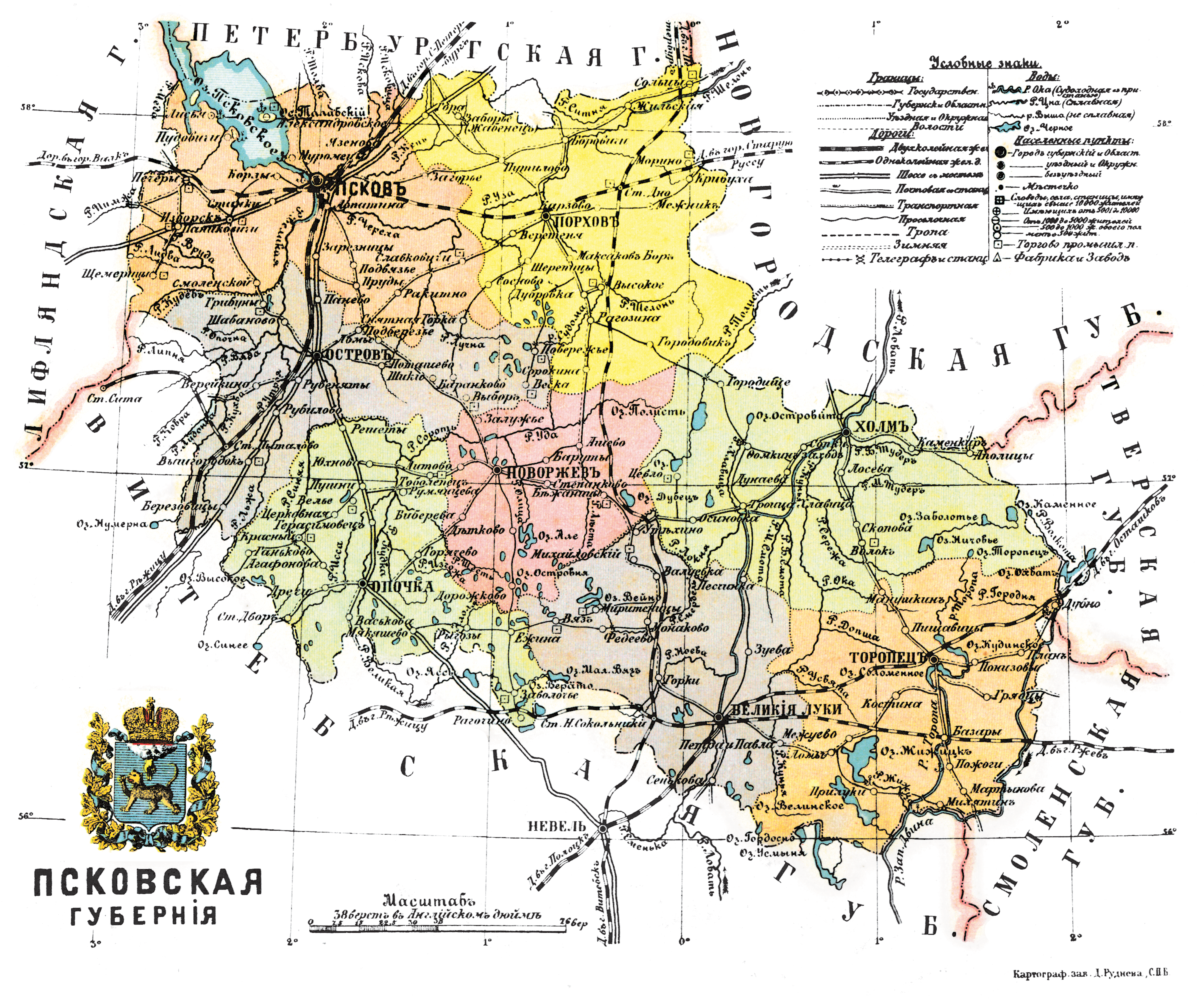
Карта Псковской губернии (1913 г.)

До Первой мировой войны нынешняя территория района относилась к Островскому уезду Псковской губернии, образуя на севере Толковскую волость (центр — село Толково) и на юге — Вышгородецкую волость (центр — село Вышгородок).
По Рижскому мирному договору 1920 года, закрепившему фактически сложившуюся в ходе военных действий советско-латвийскую границу, западная часть Островского уезда Псковской губернии была передана Латвийской Республике (в том числе Латвии отошла бо́льшая часть Вышгородецкой и Толковской волостей, ныне составляющих территорию Пыталовского района). Эти земли вошли в состав Лудзенского уезда Латвии.
В 1925 году Пыталово переименовали в Яунлатгале (латыш. Jaunlatgale — буквально «Новая Латгалия»), посёлок стал центром вновь образованного Яунлатгальского уезда (выделен из состава Лудзенского уезда).
В 1933 году посёлок Яунлатгале получил статус города, а в 1938 году город Яунлатгале переименован в Абрене (при этом Яунлатгальский уезд стал именоваться Абренским). С 1940 по 1944 год Абренский уезд находился в составе Латвийской ССР.
23 августа 1944 года указом Президиума Верховного Совета СССР в составе РСФСР образована Псковская область. В ответ на просьбы местного населения (среди которого преобладали русские) и представлений Президиума Верховного Совета Латвийской ССР и Президиума Верховного Совета РСФСР, в состав области передавалась восточная часть Абренского уезда, включавшая город Абрене и шесть волостей: Каценскую, Упмальскую, Линавскую, Пурвмальскую, Аугшпилсскую и Гаурскую. При этом в тексте указа упоминались Толковская, Качановская и Вышгородская волости (в соответствии с административным делением на 1920 год).
Указом Президиума Верховного Совета РСФСР от 16 января 1945 года на переданной территории образованы Качановский и Пыталовский районы. Городу Абрене было возвращено историческое название Пыталово.
В мае — июне 1950 года с территории Пыталовского района депортированы в Красноярский край т. н. кулаки и участники группировок «лесных братьев», а также члены их семей.
С 3 октября 1959 года по 12 января 1965 года район был временно упразднён и разделён между Красногородским (позднее, с 1 февраля 1963 года, Опочецким) и Островским районами.
После распада СССР Пыталовский район Псковской области стал приграничным (протяжённость государственной границы с Латвийской Республикой составляет 97 км). В 1990-е годы здесь разместились подразделения пограничной и таможенной служб России.
После восстановления государственной независимости Латвийская Республика длительное время предъявляла к России территориальные претензии по поводу Пыталова и прилегающих территорий. Они основывались на том, что современная Латвия, считая себя правопреемницей Латвийской Республики 1918—1940 годов, отрицала законность передачи восточной части Абренского уезда в состав РСФСР и ссылалась при этом на Рижский мирный договор 1920 года. В 2005 году на встрече с коллективом газеты «Комсомольская правда», президент Российской Федерации Владимир Путин, комментируя территориальные претензии Латвии к России, произнёс знаменитую крылатую фразу: «От мёртвого осла уши им, а не Пыталовский район».
27 марта 2007 года Российская Федерация и Латвийская Республика подписали договор о государственной границе, таким образом Латвия официально отказалась от претензий на Пыталовский район.
17 мая 2007 года парламент Латвии принял закон о ратификации договора, а 29 мая закон утверждён президентом Латвии. 18 декабря договор ратифицирован Россией; в тот же день министры иностранных дел обеих стран М. Риекстиньш и С. В. Лавров обменялись в Риге ратификационными грамотами, что означало вступление договора в силу.
Одной из проблем района в последние годы стало увеличение количества волков, которые нападают на домашний скот в малонаселённых деревнях.

## Население
| 1959    | 1970    | 1979    | 1989    | 2002    | 2009    | 2010    | 2011    | 2012    |
| ------- | ------- | ------- | ------- | ------- | ------- | ------- | ------- | ------- |
| 26 066  | ↘18 498 | ↘15 728 | ↗16 261 | ↘14 853 | ↘13 239 | ↘12 083 | ↘12 051 | ↘11 925 |
| 2013    | 2014    | 2015    | 2016    | 2017    | 2018    | 2019    | 2020    | 2021    |
| ↘11 677 | ↘11 517 | ↘11 307 | ↘11 182 | ↘10 950 | ↘10 803 | ↘10 682 | ↘10 566 | ↘9796   |
| 2023    |         |         |         |         |         |         |         |         |
| ↘9603   |         |         |         |         |         |         |         |         |

На 1 января 2021 года из 9603 жителей района к городскому населению (город Пыталово) относились 54,81 % жителей района (или 5263 чел.), к сельскому — 45,19 % или 4340 чел. По данным переписи 2010 года, численность населения Пыталовского района составила 12 083 человека, среди них было 5826 городских жителей (48,2 % от общей численности населения) и 6257 сельских жителей (51,8 %).

### Национальный состав
По итогам переписи населения 2002 года, из 14 853 жителей района русские составляли 13 493 чел. (90,84 % от всего населения или 90,91 % от указавших национальность), белорусы — 546 чел. (3,68 %), украинцы — 305 чел. (2,05 %), латыши — 76 чел. (0,51 %), армяне — 67 чел. (0,45 %), другие — 366 чел. (2,46 %), не указали национальность — 11 чел. (0,07 %).
По итогам переписи населения 2020 года проживали следующие национальности (национальности менее 0,1 % и другое — см. в сноске к строке «Другие»):
| Национальность | Численность, чел. | Доля     |
| -------------- | ----------------- | -------- |
| Русские        | 9101              | 92,91 %  |
| Белорусы       | 152               | 1,55 %   |
| Армяне         | 94                | 0,96 %   |
| Украинцы       | 69                | 0,70 %   |
| Латыши         | 30                | 0,31 %   |
| Азербайджанцы  | 28                | 0,29 %   |
| Чеченцы        | 16                | 0,16 %   |
| Молдаване      | 15                | 0,15 %   |
| Татары         | 12                | 0,12 %   |
| Таджики        | 12                | 0,12 %   |
| Киргизы        | 10                | 0,10 %   |
| Другие         | 257               | 2,63 %   |
| Итого          | 9796              | 100,00 % |

## Населённые пункты
По данным переписи 2002 года, в районе насчитывалось 304 сельских населённых пункта, из которых в 22 деревнях население отсутствовало, в 109 деревнях жило от 1 до 5 чел., в 75 деревнях — от 6 до 10 чел., в 70 деревнях — от 11 до 25 чел., в 30 деревнях — от 26 до 50 чел., в 7 деревнях — от 51 до 100 чел., в 3 деревнях — от 101 до 200 чел., в 9 деревнях — от 201 до 500 чел. и лишь в одном сельском населённом пункте — от 1000 до 2000 чел.
По данным переписи 2010 года, на территории Пыталовского района насчитывалось 326 сельских населённых пунктов. Из них: в 48 деревнях население совсем отсутствовало, в 127 деревнях жило от 1 до 5 чел., в 58 деревнях — от 6 до 10 чел., в 62 деревнях — от 11 до 25 чел., в 17 деревнях — от 26 до 50 чел., в 2 деревнях — от 51 до 100 чел., в 5 деревнях — от 101 до 200 чел., в 6 деревнях — от 201 до 500 чел. и лишь в одном сельском населённом пункте — от 501 до 1000 чел.
Наиболее крупные населённые пункты района: город Пыталово, посёлок Белорусский, деревни Вышгородок, Линово, Бороусы, Гавры, Носово, Пыталовские Хутора, Стехны, Емилово, Мирный. В настоящее время в районе 328 населённых пунктов (1 город и 327 сельских населённых пунктов).
| №   | Населённый пункт   | Тип     | Население, чел. | Муниципальное образование |
| --- | ------------------ | ------- | --------------- | ------------------------- |
| 1   | Аборино            | деревня | ↘14             | Линовская волость         |
| 2   | Азово              | деревня | ↗9              | Гавровская волость        |
| 3   | Антоново           | деревня | ↘3              | Гавровская волость        |
| 4   | Антошково          | деревня | →3              | Гавровская волость        |
| 5   | Анциферово         | деревня | ↘20             | Линовская волость         |
| 6   | Анюткино           | деревня | ↘9              | Гавровская волость        |
| 7   | Армоново           | деревня | ↘3              | Линовская волость         |
| 8   | Артемы             | деревня | ↘10             | Линовская волость         |
| 9   | Афромеево          | деревня | ↘3              | Линовская волость         |
| 10  | Бабино             | деревня | ↘3              | Гавровская волость        |
| 11  | Бабино             | деревня | ↘4              | Утроинская волость        |
| 12  | Бабино             | деревня | 6               | Утроинская волость        |
| 13  | Балаболы           | деревня | ↘2              | Линовская волость         |
| 14  | Бартули            | деревня | ↘48             | Гавровская волость        |
| 15  | Белкино            | деревня | →0              | Гавровская волость        |
| 16  | Белкино            | деревня | →4              | Утроинская волость        |
| 17  | Белорусский        | посёлок | ↘942            | Утроинская волость        |
| 18  | Белый Погреб       | деревня | ↘6              | Линовская волость         |
| 19  | Бельково           | деревня | →17             | Линовская волость         |
| 20  | Бельченки          | деревня | ↗20             | Линовская волость         |
| 21  | Беляевка           | деревня | ↘0              | Линовская волость         |
| 22  | Бердыши            | деревня | ↘12             | Гавровская волость        |
| 23  | Береговые Хутора   | деревня | →0              | Утроинская волость        |
| 24  | Бесенята           | деревня | ↘0              | Гавровская волость        |
| 25  | Бичи               | деревня | ↘32             | Гавровская волость        |
| 26  | Бланты             | деревня | ↗3              | Гавровская волость        |
| 27  | Бобыли             | деревня | ↘11             | Гавровская волость        |
| 28  | Богородецкие       | деревня | ↘2              | Утроинская волость        |
| 29  | Боково             | деревня | ↘14             | Линовская волость         |
| 30  | Болваны            | деревня | ↘4              | Линовская волость         |
| 31  | Большая Мельница   | деревня | ↘0              | Гавровская волость        |
| 32  | Боросково          | деревня | →0              | Гавровская волость        |
| 33  | Бороусы            | деревня | ↗321            | Гавровская волость        |
| 34  | Бочары             | деревня | ↗1              | Гавровская волость        |
| 35  | Бренцы             | деревня | ↘0              | Гавровская волость        |
| 36  | Бренцы             | деревня | ↗14             | Линовская волость         |
| 37  | Бубнёво            | деревня | ↘28             | Линовская волость         |
| 38  | Бурково            | деревня | ↗9              | Линовская волость         |
| 39  | Бухолово           | деревня | ↘19             | Гавровская волость        |
| 40  | Бухолово           | деревня | ↘1              | Гавровская волость        |
| 41  | Ванченки           | деревня | →19             | Линовская волость         |
| 42  | Ваньково           | деревня | →5              | Линовская волость         |
| 43  | Васькино           | деревня | ↘19             | Гавровская волость        |
| 44  | Васькино           | деревня | →0              | Утроинская волость        |
| 45  | Васьково           | деревня | ↘1              | Утроинская волость        |
| 46  | Вашки              | деревня | ↘10             | Утроинская волость        |
| 47  | Векшино            | деревня | ↗8              | Гавровская волость        |
| 48  | Веприково          | деревня | ↘1              | Гавровская волость        |
| 49  | Верхние Заходы     | деревня | ↘27             | Утроинская волость        |
| 50  | Вильниково         | деревня | ↘3              | Гавровская волость        |
| 51  | Вилютино           | деревня | ↘1              | Гавровская волость        |
| 52  | Водилово           | деревня | ↘2              | Линовская волость         |
| 53  | Волково            | деревня | ↘28             | Линовская волость         |
| 54  | Волохова Гора      | деревня | ↘0              | Гавровская волость        |
| 55  | Волочно            | деревня | ↘2              | Линовская волость         |
| 56  | Ворзы              | деревня | ↘15             | Гавровская волость        |
| 57  | Воронино           | деревня | ↘5              | Линовская волость         |
| 58  | Ворошилово         | деревня | ↗2              | Утроинская волость        |
| 59  | Вышгородок         | деревня | ↘478            | Гавровская волость        |
| 60  | Гавры              | деревня | ↘299            | Гавровская волость        |
| 61  | Гашни              | деревня | →1              | Гавровская волость        |
| 62  | Глемзино           | деревня | →4              | Гавровская волость        |
| 63  | Гологузка          | деревня | ↘32             | Гавровская волость        |
| 64  | Горбатица          | деревня | ↘13             | Гавровская волость        |
| 65  | Горки              | деревня | ↘1              | Гавровская волость        |
| 66  | Горки              | деревня | →0              | Линовская волость         |
| 67  | Городище           | деревня | ↘12             | Утроинская волость        |
| 68  | Грешина Гора       | деревня | ↘42             | Утроинская волость        |
| 69  | Грини              | деревня | ↘4              | Гавровская волость        |
| 70  | Гринцы             | деревня | ↘5              | Гавровская волость        |
| 71  | Губари             | деревня | ↗17             | Утроинская волость        |
| 72  | Данилово           | деревня | ↘3              | Утроинская волость        |
| 73  | Декшино            | деревня | ↘0              | Линовская волость         |
| 74  | Дембово            | деревня | ↘2              | Линовская волость         |
| 75  | Долгоборье         | деревня | ↗10             | Гавровская волость        |
| 76  | Дрени              | деревня | ↘14             | Линовская волость         |
| 77  | Дрыкушки           | деревня | ↘8              | Гавровская волость        |
| 78  | Дубново            | деревня | ↘18             | Утроинская волость        |
| 79  | Дульбово           | деревня | →10             | Гавровская волость        |
| 80  | Дульбы             | деревня | ↘6              | Линовская волость         |
| 81  | Дупори             | деревня | ↘12             | Гавровская волость        |
| 82  | Екименки           | деревня | ↗7              | Гавровская волость        |
| 83  | Емилово            | деревня | ↘176            | Гавровская волость        |
| 84  | Епики              | деревня | →7              | Гавровская волость        |
| 85  | Еременцы           | деревня | ↗12             | Линовская волость         |
| 86  | Еремешки           | деревня | →4              | Гавровская волость        |
| 87  | Ерёсино            | деревня | ↘2              | Гавровская волость        |
| 88  | Ехново             | деревня | →0              | Гавровская волость        |
| 89  | Жавры              | деревня | ↘0              | Гавровская волость        |
| 90  | Железница          | деревня | ↘4              | Утроинская волость        |
| 91  | Жердино            | деревня | ↗17             | Линовская волость         |
| 92  | Жогори             | деревня | ↗4              | Линовская волость         |
| 93  | Жугури             | деревня | ↘13             | Гавровская волость        |
| 94  | Заболастье         | деревня | ↘24             | Утроинская волость        |
| 95  | Заболотье          | деревня | ↘2              | Гавровская волость        |
| 96  | Заводино           | деревня | ↗14             | Утроинская волость        |
| 97  | Заводские          | деревня | →2              | Гавровская волость        |
| 98  | Загривье           | деревня | ↗4              | Гавровская волость        |
| 99  | Загривье           | деревня | ↗9              | Утроинская волость        |
| 100 | Зайково            | деревня | ↘6              | Гавровская волость        |
| 101 | Зайково            | деревня | ↘5              | Утроинская волость        |
| 102 | Займешки           | деревня | ↗1              | Гавровская волость        |
| 103 | Залужье            | деревня | →2              | Гавровская волость        |
| 104 | Замостье           | деревня | ↗12             | Утроинская волость        |
| 105 | Заозерье           | деревня | ↘19             | Гавровская волость        |
| 106 | Захаренки          | деревня | ↘0              | Гавровская волость        |
| 107 | Захново            | деревня | ↘8              | Линовская волость         |
| 108 | Зашенки            | деревня | ↘3              | Гавровская волость        |
| 109 | Зейбы              | деревня | ↘2              | Гавровская волость        |
| 110 | Зеленки            | деревня | ↘0              | Гавровская волость        |
| 111 | Зельцы             | деревня | ↗6              | Утроинская волость        |
| 112 | Зеркали            | деревня | →9              | Утроинская волость        |
| 113 | Зилево             | деревня | →0              | Линовская волость         |
| 114 | Зили               | деревня | ↘42             | Гавровская волость        |
| 115 | Зилино             | деревня | ↗14             | Гавровская волость        |
| 116 | Зобки              | деревня | ↘11             | Линовская волость         |
| 117 | Ивановка           | деревня | ↘7              | Утроинская волость        |
| 118 | Игнашково          | деревня | ↘10             | Гавровская волость        |
| 119 | Ильзино            | деревня | ↗8              | Гавровская волость        |
| 120 | Ильмово            | деревня | ↘3              | Гавровская волость        |
| 121 | Кавланы            | деревня | ↘0              | Утроинская волость        |
| 122 | Калистово          | деревня | ↘10             | Утроинская волость        |
| 123 | Камши              | деревня | ↘1              | Гавровская волость        |
| 124 | Карелы             | деревня | →8              | Гавровская волость        |
| 125 | Карецкие           | деревня | ↘2              | Гавровская волость        |
| 126 | Карпово            | деревня | →23             | Линовская волость         |
| 127 | Киселёвка          | деревня | →2              | Гавровская волость        |
| 128 | Климово            | деревня | ↗21             | Гавровская волость        |
| 129 | Климово            | деревня | →9              | Линовская волость         |
| 130 | Клошево            | деревня | ↗3              | Гавровская волость        |
| 131 | Клюкино            | деревня | ↘1              | Гавровская волость        |
| 132 | Коврыги            | деревня | ↘5              | Гавровская волость        |
| 133 | Козино-Плуши       | деревня | ↘0              | Линовская волость         |
| 134 | Козлы              | деревня | ↘13             | Линовская волость         |
| 135 | Кокшино            | деревня | ↘14             | Гавровская волость        |
| 136 | Колуя              | деревня | ↘3              | Утроинская волость        |
| 137 | Кондратово         | деревня | ↘8              | Гавровская волость        |
| 138 | Копанцы            | деревня | ↗3              | Линовская волость         |
| 139 | Коровск            | деревня | ↘7              | Гавровская волость        |
| 140 | Корпусы            | деревня | ↗7              | Гавровская волость        |
| 141 | Корчище            | деревня | →0              | Линовская волость         |
| 142 | Кострецы           | деревня | ↘1              | Утроинская волость        |
| 143 | Котоново           | деревня | ↘26             | Гавровская волость        |
| 144 | Кочерево           | деревня | ↘16             | Линовская волость         |
| 145 | Крамино            | деревня | →2              | Гавровская волость        |
| 146 | Краули             | деревня | ↘19             | Линовская волость         |
| 147 | Крестели           | деревня | →0              | Гавровская волость        |
| 148 | Крупенята          | деревня | ↘1              | Гавровская волость        |
| 149 | Крюково            | деревня | ↗10             | Линовская волость         |
| 150 | Кудиново           | деревня | ↗2              | Утроинская волость        |
| 151 | Кузнецово          | деревня | ↘1              | Линовская волость         |
| 152 | Кузнецы            | деревня | ↘2              | Гавровская волость        |
| 153 | Куприно            | деревня | ↘0              | Гавровская волость        |
| 154 | Лавино             | деревня | ↘2              | Гавровская волость        |
| 155 | Лаптино            | деревня | ↘5              | Гавровская волость        |
| 156 | Лариохино          | деревня | ↘7              | Линовская волость         |
| 157 | Лаузы              | деревня | →11             | Линовская волость         |
| 158 | Лединки            | деревня | ↘44             | Гавровская волость        |
| 159 | Лилево             | деревня | ↘6              | Линовская волость         |
| 160 | Линино             | деревня | ↘23             | Линовская волость         |
| 161 | Линово             | деревня | ↗412            | Линовская волость         |
| 162 | Липовицы           | деревня | ↘2              | Гавровская волость        |
| 163 | Ломаши             | деревня | ↗16             | Гавровская волость        |
| 164 | Лопушни            | деревня | ↘5              | Гавровская волость        |
| 165 | Лоскочи            | деревня | ↘36             | Гавровская волость        |
| 166 | Лотоши             | деревня | ↘4              | Гавровская волость        |
| 167 | Луковник           | деревня | ↘0              | Утроинская волость        |
| 168 | Лученинково        | деревня | →2              | Гавровская волость        |
| 169 | Лыково             | деревня | →7              | Гавровская волость        |
| 170 | Лявзино            | деревня | ↗3              | Утроинская волость        |
| 171 | Лятино             | деревня | ↘0              | Гавровская волость        |
| 172 | Магиново           | деревня | ↘1              | Линовская волость         |
| 173 | Максимково         | деревня | ↗6              | Линовская волость         |
| 174 | Малая Мельница     | деревня | ↘2              | Утроинская волость        |
| 175 | Малиновка          | деревня | ↘7              | Гавровская волость        |
| 176 | Мирный             | деревня | ↗169            | Линовская волость         |
| 177 | Мишково            | деревня | ↗3              | Гавровская волость        |
| 178 | Мокони             | деревня | ↘0              | Гавровская волость        |
| 179 | Морозовка          | деревня | →2              | Гавровская волость        |
| 180 | Мостищи            | деревня | ↘4              | Утроинская волость        |
| 181 | Мужи               | деревня | ↘2              | Гавровская волость        |
| 182 | Муковши            | деревня | ↘4              | Гавровская волость        |
| 183 | Нагли              | деревня | ↘27             | Гавровская волость        |
| 184 | Надежино           | деревня | ↘3              | Утроинская волость        |
| 185 | Наливайки          | деревня | ↘7              | Утроинская волость        |
| 186 | Нивки              | деревня | ↘6              | Гавровская волость        |
| 187 | Нижние Заходы      | деревня | ↘24             | Утроинская волость        |
| 188 | Нижние Савинцы     | деревня | ↘8              | Линовская волость         |
| 189 | Никончики          | деревня | ↘1              | Гавровская волость        |
| 190 | Новая Лудонка      | деревня | ↘4              | Линовская волость         |
| 191 | Новиково           | деревня | →0              | Гавровская волость        |
| 192 | Новое Кулево       | деревня | ↗9              | Линовская волость         |
| 193 | Новожены           | деревня | ↘7              | Утроинская волость        |
| 194 | Новожилы           | деревня | ↗18             | Гавровская волость        |
| 195 | Новоселье          | деревня | ↘7              | Гавровская волость        |
| 196 | Новый Посёлок      | деревня | ↘25             | Гавровская волость        |
| 197 | Носово             | деревня | ↗259            | Линовская волость         |
| 198 | Овинищи            | деревня | ↗10             | Линовская волость         |
| 199 | Овчинники          | деревня | ↘0              | Гавровская волость        |
| 200 | Оники              | деревня | ↘12             | Гавровская волость        |
| 201 | Орино              | деревня | →0              | Гавровская волость        |
| 202 | Осиновые Острова   | деревня | ↘0              | Утроинская волость        |
| 203 | Осипки             | деревня | ↘11             | Гавровская волость        |
| 204 | Павлово            | деревня | ↘2              | Утроинская волость        |
| 205 | Пальцево           | деревня | ↘2              | Линовская волость         |
| 206 | Паньково           | деревня | ↗41             | Линовская волость         |
| 207 | Парамоны           | деревня | →1              | Линовская волость         |
| 208 | Патреши            | деревня | →23             | Гавровская волость        |
| 209 | Петрушонки         | деревня | ↘3              | Гавровская волость        |
| 210 | Пехово             | деревня | ↘4              | Гавровская волость        |
| 211 | Пимахи             | деревня | ↘9              | Линовская волость         |
| 212 | Плахтерево         | деревня | ↘10             | Гавровская волость        |
| 213 | Плешаново          | деревня | →1              | Гавровская волость        |
| 214 | Плитовка           | деревня | ↘0              | Гавровская волость        |
| 215 | Погарелка          | деревня | ↘0              | Линовская волость         |
| 216 | Поддубново         | деревня | →24             | Гавровская волость        |
| 217 | Подлипье           | деревня | ↗25             | Линовская волость         |
| 218 | Подлипье           | деревня | ↘0              | Утроинская волость        |
| 219 | Подсосонье         | деревня | →1              | Гавровская волость        |
| 220 | Помахово           | деревня | ↘0              | Утроинская волость        |
| 221 | Поповка            | деревня | ↘7              | Гавровская волость        |
| 222 | Поташи             | деревня | →30             | Гавровская волость        |
| 223 | Поташи-1           | деревня | ↘4              | Линовская волость         |
| 224 | Пощупино           | деревня | ↘14             | Линовская волость         |
| 225 | Поярково           | деревня | ↗64             | Линовская волость         |
| 226 | Привада            | деревня | ↘6              | Гавровская волость        |
| 227 | Причиново          | деревня | ↘10             | Линовская волость         |
| 228 | Пуданы             | деревня | ↘1              | Гавровская волость        |
| 229 | Пузырево           | деревня | ↘11             | Утроинская волость        |
| 230 | Пундури            | деревня | ↘1              | Утроинская волость        |
| 231 | Пунино             | деревня | ↗21             | Гавровская волость        |
| 232 | Пупарево           | деревня | ↘3              | Линовская волость         |
| 233 | Пупково            | деревня | →0              | Гавровская волость        |
| 234 | Пурино             | деревня | →0              | Линовская волость         |
| 235 | Пустое Воскресенье | деревня | ↘22             | Гавровская волость        |
| 236 | Путрино            | деревня | →0              | Гавровская волость        |
| 237 | Пуща               | деревня | ↘11             | Гавровская волость        |
| 238 | Пуща-1             | деревня | →0              | Гавровская волость        |
| 239 | Пуща-2             | деревня | ↘0              | Гавровская волость        |
| 240 | Пылковницы         | деревня | ↘2              | Линовская волость         |
| 241 | Пыталово           | город   | ↘5263           | Пыталово                  |
| 242 | Пыталовские Хутора | деревня | ↗235            | Утроинская волость        |
| 243 | Пышково            | деревня | ↘15             | Утроинская волость        |
| 244 | Ракитня            | деревня | ↘4              | Утроинская волость        |
| 245 | Рассеки            | деревня | ↘8              | Линовская волость         |
| 246 | Редкино            | деревня | ↗3              | Гавровская волость        |
| 247 | Рейники            | деревня | ↘8              | Гавровская волость        |
| 248 | Речено             | деревня | ↗4              | Утроинская волость        |
| 249 | Речено             | деревня | ↘4              | Утроинская волость        |
| 250 | Ритупе             | деревня | ↘21             | Утроинская волость        |
| 251 | Рогово             | деревня | ↘27             | Гавровская волость        |
| 252 | Родишкино          | деревня | ↘30             | Линовская волость         |
| 253 | Рондуки            | деревня | ↘2              | Гавровская волость        |
| 254 | Рудзели            | деревня | ↘14             | Гавровская волость        |
| 255 | Рудовши            | деревня | ↘2              | Гавровская волость        |
| 256 | Рушляки            | деревня | ↗4              | Гавровская волость        |
| 257 | Рябково            | деревня | ↘0              | Утроинская волость        |
| 258 | Савинцы            | деревня | ↘16             | Линовская волость         |
| 259 | Савкино            | деревня | ↘2              | Утроинская волость        |
| 260 | Савостино          | деревня | ↗6              | Гавровская волость        |
| 261 | Сазоны             | деревня | →0              | Линовская волость         |
| 262 | Сазоны             | деревня | ↘1              | Линовская волость         |
| 263 | Сальнево           | деревня | →3              | Гавровская волость        |
| 264 | Санево             | деревня | ↘6              | Гавровская волость        |
| 265 | Сапохново          | деревня | →4              | Гавровская волость        |
| 266 | Сарневка           | деревня | ↘1              | Линовская волость         |
| 267 | Свиново            | деревня | ↘49             | Гавровская волость        |
| 268 | Святица            | деревня | ↘4              | Гавровская волость        |
| 269 | Себежи             | деревня | ↗8              | Гавровская волость        |
| 270 | Селиваны           | деревня | ↘19             | Гавровская волость        |
| 271 | Селиваны           | деревня | →6              | Гавровская волость        |
| 272 | Сидаренки          | деревня | ↘4              | Линовская волость         |
| 273 | Силищи             | деревня | ↘1              | Утроинская волость        |
| 274 | Симанские          | деревня | ↘0              | Гавровская волость        |
| 275 | Симаны             | деревня | ↘2              | Линовская волость         |
| 276 | Ситки              | деревня | ↘0              | Линовская волость         |
| 277 | Скадино            | деревня | ↘1              | Гавровская волость        |
| 278 | Скангали           | деревня | ↘53             | Гавровская волость        |
| 279 | Скобково           | деревня | ↘12             | Гавровская волость        |
| 280 | Скоптово           | деревня | ↘0              | Линовская волость         |
| 281 | Скорды             | деревня | ↘11             | Линовская волость         |
| 282 | Скорлятино         | деревня | ↘2              | Линовская волость         |
| 283 | Скринжи            | деревня | →2              | Гавровская волость        |
| 284 | Скрядели           | деревня | ↘0              | Гавровская волость        |
| 285 | Сорочино           | деревня | ↘1              | Утроинская волость        |
| 286 | Станские           | деревня | ↘19             | Утроинская волость        |
| 287 | Старина            | деревня | ↗9              | Линовская волость         |
| 288 | Старое Кулево      | деревня | ↘7              | Линовская волость         |
| 289 | Сташи              | деревня | ↗10             | Гавровская волость        |
| 290 | Стержнево          | деревня | ↘2              | Гавровская волость        |
| 291 | Стехны             | деревня | ↘182            | Утроинская волость        |
| 292 | Строды             | деревня | ↘17             | Гавровская волость        |
| 293 | Стульпино          | деревня | ↘1              | Линовская волость         |
| 294 | Ступаны            | деревня | ↘125            | Линовская волость         |
| 295 | Сунево             | деревня | ↘23             | Линовская волость         |
| 296 | Сусаново           | деревня | →0              | Гавровская волость        |
| 297 | Сусоенки           | деревня | →0              | Гавровская волость        |
| 298 | Сыры               | деревня | ↘10             | Утроинская волость        |
| 299 | Тараканово         | деревня | →4              | Гавровская волость        |
| 300 | Тарасенята         | деревня | →1              | Гавровская волость        |
| 301 | Тележники          | деревня | →2              | Линовская волость         |
| 302 | Темери             | деревня | ↘14             | Гавровская волость        |
| 303 | Тепляково          | деревня | ↘0              | Гавровская волость        |
| 304 | Товарово           | деревня | ↘4              | Гавровская волость        |
| 305 | Товарово           | деревня | ↘6              | Утроинская волость        |
| 306 | Троново            | деревня | ↘4              | Гавровская волость        |
| 307 | Трусовка           | деревня | →1              | Гавровская волость        |
| 308 | Тулино             | деревня | ↘5              | Утроинская волость        |
| 309 | Уболенка           | деревня | ↘4              | Гавровская волость        |
| 310 | Умерниши           | деревня | ↘13             | Линовская волость         |
| 311 | Федорково          | деревня | ↘4              | Линовская волость         |
| 312 | Хворостово         | деревня | ↘1              | Линовская волость         |
| 313 | Хворостово         | деревня | ↗5              | Гавровская волость        |
| 314 | Хлюстино           | деревня | ↘2              | Гавровская волость        |
| 315 | Худяки             | деревня | ↘14             | Гавровская волость        |
| 316 | Чернокуны          | деревня | ↘2              | Линовская волость         |
| 317 | Чернолесье         | деревня | ↘5              | Гавровская волость        |
| 318 | Чиши               | деревня | →2              | Гавровская волость        |
| 319 | Шелино             | деревня | ↘140            | Утроинская волость        |
| 320 | Шиверцово          | деревня | →0              | Утроинская волость        |
| 321 | Шитики             | деревня | ↘4              | Гавровская волость        |
| 322 | Шкарды             | деревня | ↘6              | Гавровская волость        |
| 323 | Шкурлы             | деревня | →3              | Гавровская волость        |
| 324 | Шмайлы             | деревня | ↘3              | Гавровская волость        |
| 325 | Щеглыни            | деревня | ↘6              | Линовская волость         |
| 326 | Яшково             | деревня | ↘5              | Гавровская волость        |
| 327 | Яшково             | деревня | ↘0              | Гавровская волость        |
| 328 | Яшутино            | деревня | ↘2              | Гавровская волость        |

## Территориальное устройство
С апреля 2015 года в состав Пыталовского района входят 4 муниципальных образования, в том числе: 1 городское и 3 сельских поселения (волости):
| № | Муниципальное образование (МО) | Статус МО           | Административный центр | Количество населённых пунктов | Число жителей, чел. | Площадь, км² |
| - | ------------------------------ | ------------------- | ---------------------- | ----------------------------- | ------------------- | ------------ |
| 1 | Пыталово                       | городское поселение | город Пыталово         | 1                             | ↘5263               | 7,7          |
| 2 | Гавровская волость             | сельское поселение  | деревня Гавры          | 175                           | ↗1980               | 406,5        |
| 3 | Линовская волость              | сельское поселение  | деревня Линово         | 91                            | ↘1095               | 253,6        |
| 4 | Утроинская волость             | сельское поселение  | посёлок Белорусский    | 61                            | ↘1458               | 185,2        |

### Реформирование муниципальных образований
В 2005 году в составе Пыталовского района образованы 10 муниципальных образований, в том числе 1 городское поселение (город Пыталово) и 9 сельских поселений (волостей).
С 3 июня 2010 года в районе имелось уже 8 муниципальных образований, в том числе 1 городское поселение и 7 сельских поселений (волостей).
Муниципальные образования в 2005—2010 годах
| №  | Муниципальное образование | Статус муниципального образования | Административный центр |
| -- | ------------------------- | --------------------------------- | ---------------------- |
| 1  | Пыталово                  | городское поселение               | город Пыталово         |
| 2  | Линовская волость         | сельское поселение                | деревня Линово         |
| 3  | Пыталовская волость       | сельское поселение                | город Пыталово         |
| 4  | Жоговская волость         | сельское поселение                | деревня Стехны         |
| 5  | Вышгородская волость      | сельское поселение                | деревня Вышгородок     |
| 6  | Скадинская волость        | сельское поселение                | деревня Бороусы        |
| 7  | Носовская волость         | сельское поселение                | деревня Носово         |
| 8  | Тулинская волость         | сельское поселение                | посёлок Белорусский    |
| 9  | Дубновская волость        | сельское поселение                | деревня Емилово        |
| 10 | Гавровская волость        | сельское поселение                | деревня Гавры          |

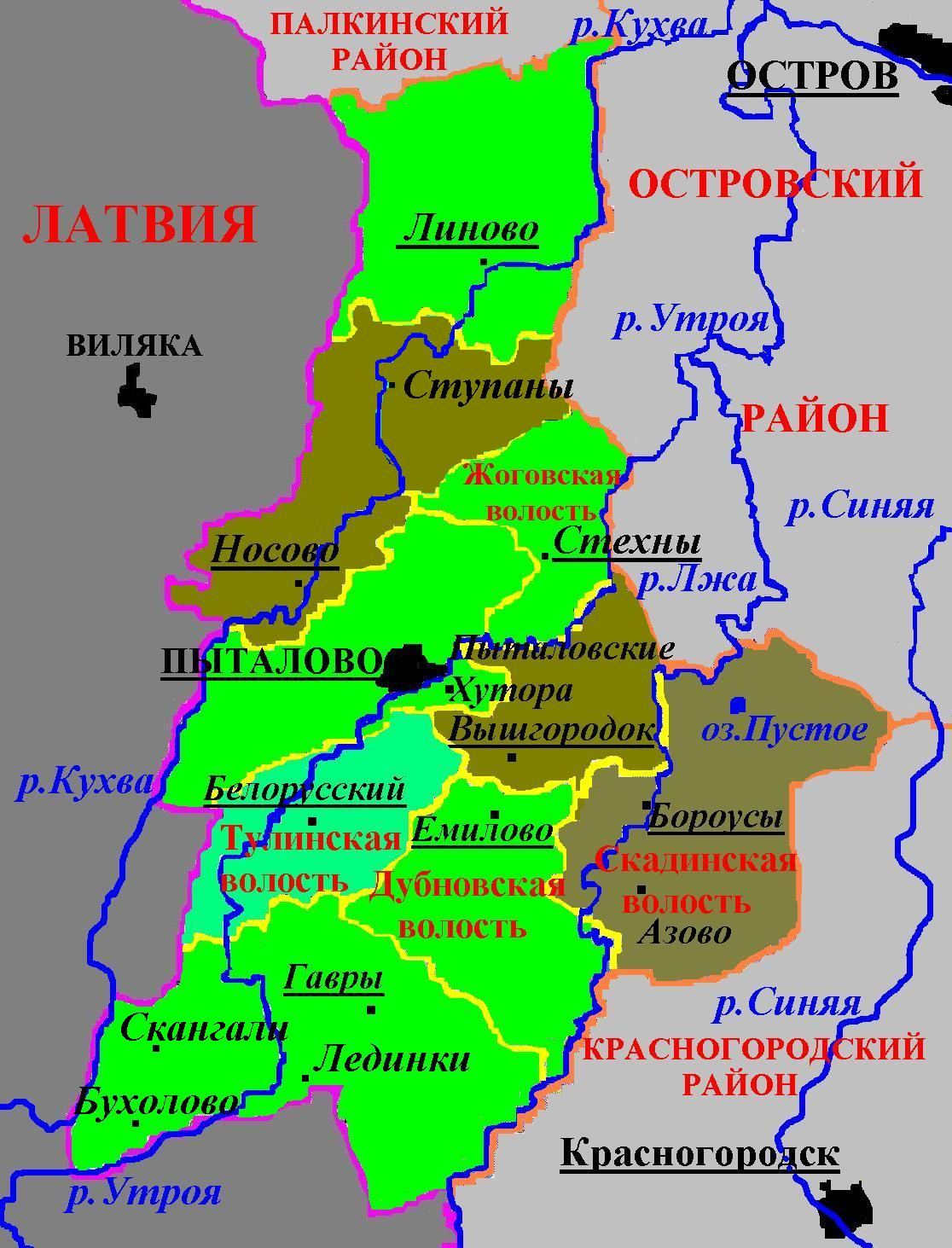
Административное деление в 2005—2010 гг.

На референдуме 11 октября 2009 года было поддержано объединение некоторых волостей: Гавровской и Дубновской, Пыталовской и Жоговской. На этом же референдуме жители Вышгородской волости высказались против объединения со Скадинской волостью.
Законом от 3 июня 2010 года путём объединения Пыталовской и Жоговской волостей была образована Утроинская волость, а Дубновская волость упразднена в пользу Гавровской волости.
Муниципальные образования в 2010—2015 годах
| № | Муниципальное образование (МО) | Статус МО           | Число жителей на 14.10.2010, чел. | Число жителей на 01.01.2015, чел. | Административный центр |
| - | ------------------------------ | ------------------- | --------------------------------- | --------------------------------- | ---------------------- |
| 1 | Пыталово                       | городское поселение | 5826                              | 5424                              | город Пыталово         |
| 2 | Вышгородская волость           | сельское поселение  | 659                               | 627                               | деревня Вышгородок     |
| 3 | Гавровская волость             | сельское поселение  | 1378                              | 1252                              | деревня Гавры          |
| 4 | Линовская волость              | сельское поселение  | 913                               | 861                               | деревня Линово         |
| 5 | Носовская волость              | сельское поселение  | 848                               | 832                               | деревня Носово         |
| 6 | Скадинская волость             | сельское поселение  | 561                               | 471                               | деревня Бороусы        |
| 7 | Тулинская волость              | сельское поселение  | 1026                              | 971                               | посёлок Белорусский    |
| 8 | Утроинская волость             | сельское поселение  | 872                               | 869                               | деревня Стехны         |

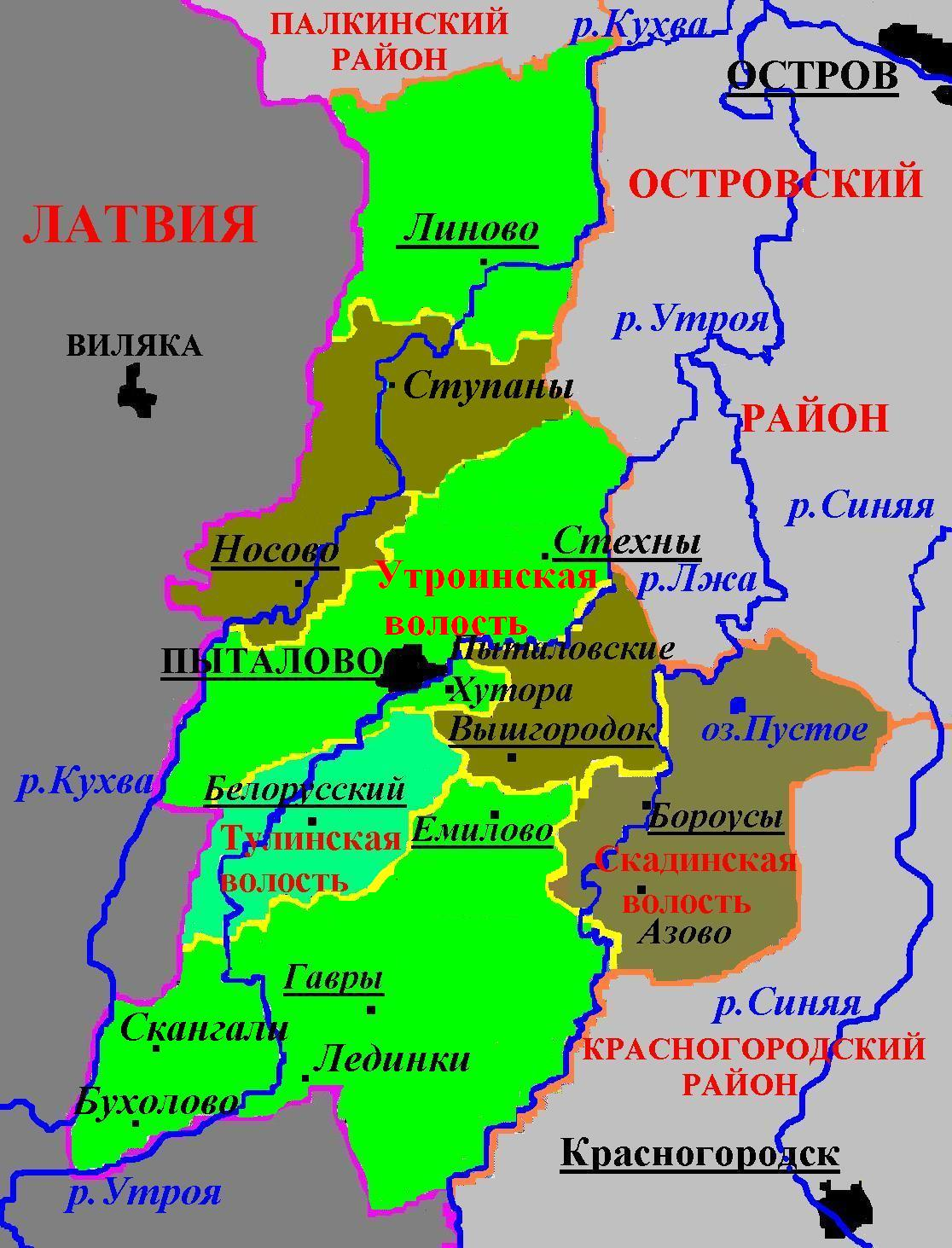
Административное деление в 2010—2015 гг.

Законом Псковской области от 30 марта 2015 года Вышгородская и Скадинская волости были упразднены и включены в состав Гавровской волости. Кроме того, территория ликвидированной Носовской волости вошла в состав Линовской волости, а бывшая Тулинская волость — в состав Утроинской волости.

## Экономика
В городе Пыталово работают небольшие предприятия, на которых производятся комплектующие для автомобилей («АВТО-ПРОФ-ИТ»), пиломатериалы («Гросстимбер») и мясная продукция («Пыталовский мясоперерабатывающий комбинат»). Также здесь находится железнодорожный пункт пропуска Федеральной таможенной службы России, функционируют несколько таможенно-логистических терминалов.
В 10 км от города находится предприятие по добыче торфа «Торрос». Специализация сельского хозяйства района — овцеводство, производство молочной продукции, птицеводство.

## Транспорт
Пыталовский район располагает значительной транспортной сетью: протяжённость железных дорог составляет порядка 150 км, автомобильных дорог областного и местного значения — около 440 км.
Через территорию района проходит железная дорога Санкт-Петербург — Псков — Резекне (Латвия). При этом пассажирское железнодорожное сообщение постепенно было отменено, остались лишь грузовые перевозки.
С автостанции Пыталово осуществляется автобусное сообщение с населёнными пунктами района, а также отправляются рейсовые автобусы на Остров, Опочку и Псков.
В деревне Емилово ранее имелась площадка с асфальтовой взлётно-посадочной полосой, в своё время её использовала сельскохозяйственная авиация.

## Культура и достопримечательности

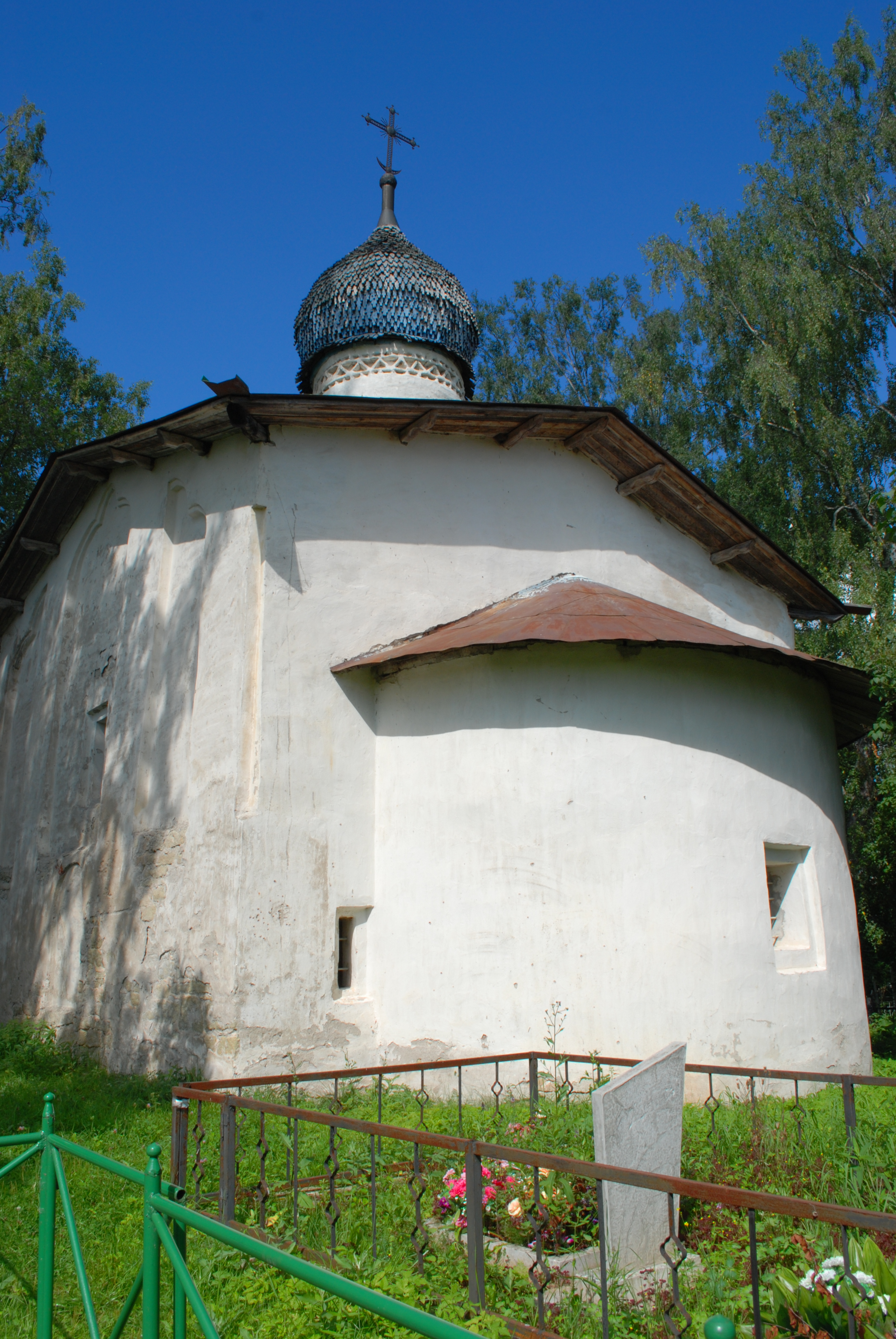
Старинная церковь в деревне Пустое Воскресенье
(1496 г.)

С 1987 года работает краеведческий Пыталовский музей дружбы народов, являющийся филиалом Псковского музея-заповедника (находится в здании бывшей лютеранской кирхи 1930-х годов). Кроме того, в Пыталове существует Народный музей космонавтики имени А. А. Штернфельда (с 1988 года).
В городе сохранились здание железнодорожного вокзала в стиле модерн (1901—1904 гг., по другим данным — 1920-е гг.), здание бывшей технической конторы в стиле эклектики (1900-е гг.), двухэтажный кирпичный дом Завьялова (начало XX в.), деревянная шатровая церковь Святителя Николая Чудотворца (1929—1931 гг.), кирпичный храм-часовня Успения Божией Матери на Пыталовском кладбище (1937—1938 гг.), здания гимназии, почты и др., а также более десятка одно- и двухэтажных жилых домов 1930 и 1939—1940 годов постройки. Кроме этого, здесь находятся памятники: Герою Советского Союза Н. И. Юнкерову (1969 г.) и на братской могиле воинов Красной армии, погибших при освобождении города в 1944 году (1974 г.).
В целом ряде сельских населённых пунктов Пыталовского района есть памятники старины. Так, в деревне Вышгородок, бывшем «пригороде» Пскова на границе с Ливонским орденом (заложен в 1476 году; с 1662 года — сторожевой пост, с середины XVIII века — село), сохранились городище XV века и Борисоглебская церковь (освящена в 1891 году).
В деревне Пустое Воскресенье, находится древняя Воскресенская церковь 1496 года (реставрировалась в 1963 и 1990 годах; изображена на гербе Пыталовского района).
На окраине деревни Коровск Гавровской волости расположена деревянная церковь Рождества Богородицы (известна с XVIII века).
В деревне Анциферово есть церковь Вознесения Господня (1843 г.; пострадала при пожаре в 1944 году, частично отремонтирована в 1949 году).
К северу-западу от Пыталова, в деревне Носово сохранились торговые ряды начала XX века, в деревне Боково, на берегу реки Кухва, находится бывшая усадьба В. А. Морачевского — Верховье (руины двухэтажного дома, флигеля, католической часовни, конюшни; конец XIX — начало XX веков), а также старинная кладбищенская часовня.
В деревне Гавры, к югу от Пыталова, расположены бывшая усадьба Д. Ф. Пешудова (деревянный дом конца XIX века, парк и пруды) и здание волостной управы (1927 г.). В свою очередь, к северо-востоку от города, в деревне Грешина Гора есть деревянная Троицкая церковь 1920-х годов постройки.

## Известные люди
- Никонов, Александр Александрович (1918—1995) — советский и российский экономист, академик Академии наук СССР (с 1992 года — Российская академия наук), академик ВАСХНИЛ (с 1992 года — Российская академия сельскохозяйственных наук), президент ВАСХНИЛ (1984—1992). Родился в 1918 году в деревне Зайково Вышгородецкой волости Островского уезда Псковской губернии (ныне — Пыталовский район Псковской области). Его именем названы Всероссийский институт аграрных проблем и информатики и Пыталовская средняя школа[77][78].
- Титов, Павел Иванович (1907—1990) — советский партийный и государственный деятель, 1-й секретарь Крымского обкома ВКП(б) (позднее — КПСС) в 1949—1954 годах. Родился в 1907 году в селе Вышгородок Островского уезда Псковской губернии (ныне территория Пыталовского района Псковской области). Являясь руководителем Крымского обкома партии, Титов возразил Н. С. Хрущёву, поставив под сомнение целесообразность передачи Крымской области из РСФСР в состав Украинской ССР, за что был снят с должности[79].
- Юнкеров, Николай Иванович (1918—1943) — участник Великой Отечественной войны, капитан Красной армии. Командир батальона 465-го стрелкового полка 167-й стрелковой дивизии 38-й армии 1-го Украинского фронта, Герой Советского Союза. Родился в Островском уезде Псковской губернии (ныне территория Пыталовского района Псковской области)[80].

## Комментарии
1. ↑  В целом переданная Латвийской Республике территория включала в себя бо́льшую часть Вышгородецкой, в том числе посёлок и станцию Пыталово, бо́льшую часть Толковской, почти всю Качановскую и незначительную часть Грибулевской волостей (в 1936 году эти земли были разделены уже на шесть волостей: Аугшпилсскую, Гаурскую, Каценскую, Линавскую, Пурвмальскую, Упмальскую)
2. ↑  Помимо Пыталова, были переименованы и другие населённые пункты на переданной Латвии территории, так Вышгородок получил название Аугшпилс, Гавры — Гаури, Линово — Линава, Носово — Пурвмала, Жогово — Ритупе и т. д.
3. ↑  По данным переписи населения Латвии 1935 года в пяти восточных волостях Абренского уезда русские составляли: в Аугшпилсской волости — 94 % от всего населения, в Гаурской волости — 93 %, в Каценской волости — 82 %, в Линавской волости — 95 %, в Пурвмальской волости — 67 % (при этом в городе Яунлатгале русских было 50,4 %, латышей — 38,6 %)
4. ↑  Общая площадь передаваемой территории составляла 1075,3 км², здесь проживало 3524 жителя, из них 645 — в городе Абрене (по данным на 1 октября 1944 года)